# Kamienica przy ulicy Reymonta 6 w Katowicach
Kamienica przy ulicy Władysława Reymonta 6 w Katowicach – zabytkowa kamienica mieszkalna, położona przy ulicy W. Reymonta 6 w Katowicach, w dzielnicy Śródmieście.
Została ona wzniesiona po 1930 roku (według jednego ze źródeł w 1942 roku) z cegły w stylu modernistycznym. Zabytkowa kamienica jest stylistycznie podobna do powstałego w 1937 roku sąsiedniego budynku na rogu ulic W. Reymonta i H. Dąbrowskiego – m.in. posiadała takie same okładziny z lastriko. W latach międzywojennych znajdowała się pod numerem 6/8 siedziba Pierwszego Śląskiego Klubu Szermierczego Katowice.
W październiku 2009 roku zaczęła się termomodernizacja kamienicy. Wówczas zaczęto ją okładać styropianem i celem jej ochrony zareagowały służby miejskie i wojewódzkie. Kamienica wówczas była własnością prywatną i nie była objęta ochroną konserwatorską. Rozpoczęto też procedurę wpisania budynku do rejestru zabytków. Dwa miesiące później, dniu 3 grudnia 2009 roku bryłę i elewację frontowa kamienicy wpisano do rejestru zabytków pod numerem A/289/09. Budynek znajduje się także w gminnej ewidencji zabytków miasta Katowice, a także jest ujęty w strefie ochrony konserwatorskiej ustanowionej na podstawie przepisów uchwalonego 28 maja 2014 roku miejscowego placu zagospodarowania przestrzennego fragmentu Śródmieścia Katowic.
W sierpniu 2022 roku w systemie REGON było aktywnych 14 podmiotów gospodarczych z siedzibą przy ulicy W. Reymonta 6. Funkcjonowały tutaj m.in.: kancelarie adwokackie i prawnicze, centrum obsługi biznesowej, gabinety lekarskie, związek zawodowy, centrum medyczne oraz centrum medycyny i osteopatii.
Kamienica znajduje się w zwartym kwartale zabudowy, we wschodniej pierzei ulicy W. Reymonta. Powierzchnia użytkowa kamienicy wynosi 1 143 m², zaś powierzchnia zabudowy 265 m². Posiada ona sześć kondygnacji nadziemnych i podpiwniczenie. 